# منیزیم سیترات
منیزیم سیترات (به انگلیسی: Magnesium citrate) یک ترکیب شیمیایی با شناسه پاب‌کم ۲۴۵۱۱ است. 